# Rio Cher
O rio Cher é um rio do centro de França, e é afluente do rio Líger (em francês Loire). 
Passa pelos departamentos de Creuse, Puy-de-Dôme (limite ocidental), Allier, Cher, Loir-et-Cher e Indre e Líger.
Da nascente até a foz, o rio Cher faz um percurso total de 320 km, atravessando os seguintes departamentos e comunas:
- Creuse : Auzances.
- Puy-de-Dôme : Château-sur-Cher.
- Allier : Montluçon, Vallon-en-Sully, Meaulne.
- Cher : Ainay-le-Vieil, Bouzais, Saint-Amand-Montrond, Châteauneuf-sur-Cher, Colombiers, Corquoy, Crézançay-sur-Cher, Drevant, Épineuil-le-Fleuriel, Farges-Allichamps, Foëcy, La Groutte, Lapan, Lunery, Méry-sur-Cher, Nozières, Orval, La Perche, Quincy, Saint-Florent-sur-Cher, Saint-Caprais, Saint-Georges-de-Poisieux, Saint-Georges-sur-la-Prée, Saint-Loup-des-Chaumes, Thénioux, Vallenay, Venesmes, Vierzon
- Indre : Chabris
- Loir-et-Cher : Angé, Bourré, La Chapelle-Montmartin, Châtillon-sur-Cher, Châtres-sur-Cher, Châteauvieux, Couddes, Faverolles-sur-Cher, Gièvres, Mareuil-sur-Cher, Mennetou-sur-Cher, Monthou-sur-Cher, Montrichard, Pouillé,Selles-sur-Cher, Saint-Aignan, Saint-Georges-sur-Cher, Saint-Julien-sur-Cher, Seigy, Thésée, Villefranche-sur-Cher.
- Indre-et-Loire : Athée-sur-Cher, Azay-sur-Cher, Bléré, Chenonceaux, Chisseaux, Civray-de-Touraine, La Croix-en-Touraine, Dierre, Larçay, La Riche, Saint-Avertin, Saint-Genouph, Savonnières, Tours, Véretz, Villandry.

O rio Cher foi já fronteira, pois entre 1940 e 1943, a linha de demarcação seguia o rio ao longo de 120 km.

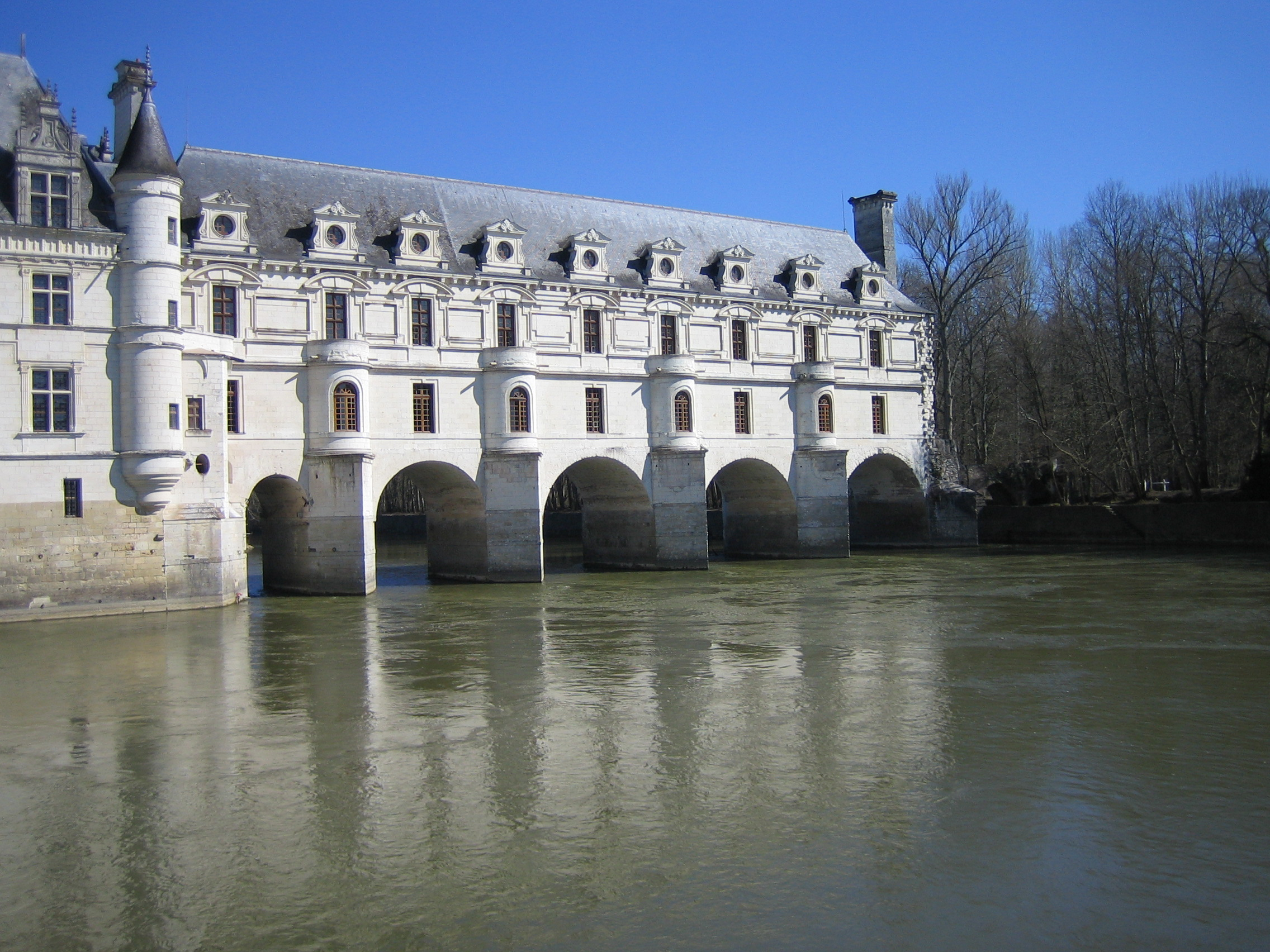
O rio Cher passa no castelo de Chenonceau.

A partir de Tours corre paralelo ao rio Loire, de modo que a cidade é ribeirinha a ambos os rios, o Loire a norte e o Cher a sul.
No seu curso inferior é navegável, embora sujeito a fortes secas. Os seus principais afluentes são (da nascente até à foz):
- Tardes (margem esquerda)
  - Voueize  (margem esquerda)
- Amaron ou Lamaron em Montluçon (margem direita)
- Aumance em Meaulne (margem direita)
- Yèvre em Vierzon
  - Auron  (margem esquerda)
- Arnon em Vierzon (margem esquerda)
  - Théols (margem esquerda)
- Sauldre que recolhe águas do rio Sologne (margem direita)
- Fouzon a montante de Saint-Aignan (margem esquerda)